# Sergejs Inšakovs
Sergejs Inšakovs (né le 27 décembre 1971 à Toula en Russie) est un athlète letton qui a également concouru pour l'Union soviétique en tant que junior, spécialiste du sprint.
Il détient les records de Lettonie du 100 m, avec 10 s 28 réalisés lors des Championnats du monde à Athènes en 1997 (quart-de-finaliste en 10 s 34 lors du tour suivant) et du 200 m, en 20 s 41, réalisés lors des Jeux olympiques à Atlanta en 1996 (demi-finaliste avec 20 s 48 lors du tour suivant). Plus aucun résultat significatif n'est enregistré entre 1997 et 2002 où il participe avec un résultat assez médiocre aux Championnats d'Europe à Munich sur ces deux distances. Il a obtenu une médaille d'argent avec le relais junior de l'URSS lors des Championnats du monde juniors d'athlétisme 1990 à Plovdiv. Il est 7e lors des Universiades d'été de 1993 (20 s 97). Il a été 24 fois champion de Lettonie sur 100 m (1995-1997, 2000-2002), sur 200 m (1989-1990, 1993-1997, 2000, 2002), sur 4 × 100 m (1989), sur 60 m en salle et sur 200 m en salle.